# 美索不達米亞魮
美索不達米亞魮（学名：Barbus subquincunciatus）為輻鰭魚綱鯉形目鯉科的其中一個種。分布於亞洲幼發拉底河及底格里斯河流域，棲息在水質混濁具礫石底質的溪流。

## 扩展阅读
維基物種上的相關：美索不達米亞魮